# Ashton & Backwell United F.C.
Câu lạc bộ bóng đá Ashton & Backwell United là một câu lạc bộ bóng đá có trụ sở tại Backwell, Somerset, Anh. Trực thuộc Somerset FA, đội hiện là thành viên của Somerset County League Division One và chơi tại Backwell Recreation Ground.

## Lịch sử
Câu lạc bộ được thành lập vào năm 1911 với tên gọi  Backwell United. Sau khi chơi ở Bristol Church of England League, họ tiến tới Bristol & Suburban League vào những năm 1950. Năm 1970, đội chuyển sang Somerset County League, trở thành thành viên sáng lập của Division One mới. Sau khi thăng hạng lên Premier Division, câu lạc bộ đã giành được chức vô địch vào mùa giải 1977-78. Đội tiếp tục vô địch giải đấu trong bốn mùa giải liên tiếp từ 1979-80 đến 1982-83, cũng giành được League Cup vào mùa giải 1982-83.
Backwell chuyển đến Division One của Western League năm 1983. Đội là Á quân của Division One trong mùa giải 1989-90, nhưng không thể thăng hạng vì không có dàn đèn chiếu sáng. Tuy nhiên, sau khi đèn được lắp đặt, đội đã đứng thứ ba trong mùa giải 1994-95 và được thăng hạng lên Premier Division. Đội tiếp tục thi đấu tại Premier Division cho đến khi xếp cuối bảng vào mùa giải 2005-06, dẫn đến việc phải xuống hạng Division One. Sau khi kết thúc ở vị trí thứ ba từ dưới lên của Division One trong mùa giải 2007-08, câu lạc bộ đã trở lại giải Premier Division của Somerset County League.
Năm 2010 Backwell United hợp nhất với Ashton Boys và được đổi tên thành Ashton & Backwell United. Kết thúc ở vị trí thứ ba trong mùa giải 2012-13, câu lạc bộ được thăng hạng trở lại Division One của Western League.

## Sân vận động

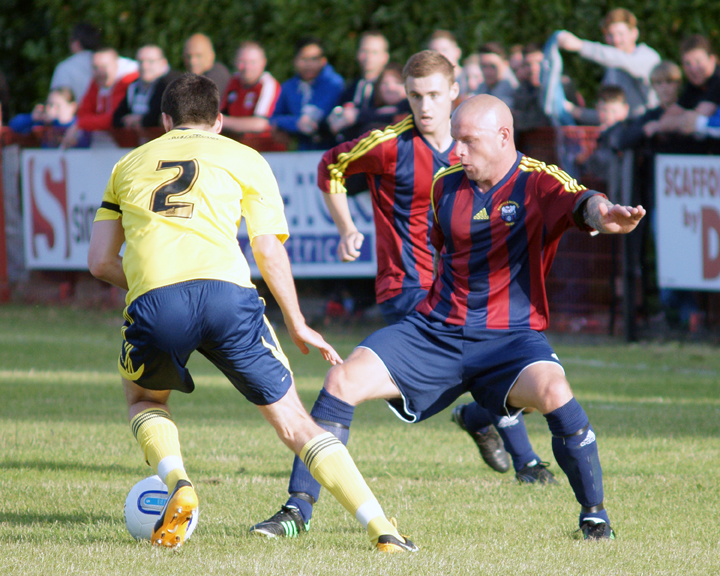
Ashton & Backwell United thi đấu với Bristol City vào tháng 7 năm 2013

Câu lạc bộ đã chơi tại một số sân địa phương cho đến khi chuyển đến Recreation Ground vào năm 1947. Khu đất đã được Theodore Robinson tặng cho ngôi làng trong những năm 1980. Các phòng thay đồ mới được xây dựng sau khi câu lạc bộ gia nhập Somerset County League năm 1970. Một nhà câu lạc bộ đã được xây dựng trong những năm đầu của câu lạc bộ tại Western League, có một số sân thượng phía trước. Dàn đèn được dựng lên vào năm 1993 cùng với một loạt các phòng thay đồ mới khác, bao gồm một mái che nhô ra để cung cấp chỗ ở có mái che cho khán giả. Một khán đài được xây dựng trong mùa giải 2003-04 và được đặt theo tên của Bill Coggins, một cựu thư ký câu lạc bộ.

## Danh hiệu
- Somerset County League
  - Vô địch Premier Division 1977-78, 1979-80, 1980-81, 1981-82, 1982-83
  - Vô địch League Cup 1982-83

## Kỉ lục
- Thành tích tốt nhất tại Cúp FA: Vòng loại thứ ba, 1999-2000[3]
- Thành tích tốt nhất tại FA Vase: Vòng Năm, 2004-05[3]
- Kỉ lục số khán giả: 1.000 với Bristol City, giao hữu, 3 tháng 7 năm 2013[7]